# Macarena García (actriz mexicana)
Macarena García Romero (Huixquilucan, Estado de México, 26 de octubre de 2000) es una actriz mexicana. 
Es conocida por haber interpretado a Natalia Alexander en la serie Control Z (2020-22) y a Álex en 100 días para enamorarnos (2020-21).

## Biografía y carrera

### 2000-2012: primeros años
Macarena García Romero nació el 26 de octubre de 2000 en Huixquilucan, Estado de México, siendo hija de Michel García y de la actriz Amairani, así como nieta de la también actriz Anabel Gutiérrez. Su padre falleció cuando ella tenía nueve años de edad. Tiene dos hermanos, Fernanda García y Juan Luis Arias. Creciendo en un entorno artístico influenciado por su madre y su abuela materna, desde su infancia descubrió su gusto por la actuación.

### 2012-presente: trayectoria actoral
En 2012, debutó como actriz infantil con la telenovela, Amor bravío. Cinco años después, interpretó a Tania en la novela Muy padres.
En 2018, consiguió su primer papel protagónico en el melodrama juvenil, Like, la leyenda. En julio de 2019, personificó a Sandra García en la serie Los elegidos, producida por Televisa, para la que también grabó el tema de entrada, «Familia de Verdad».
En abril de 2020, intervino en el reparto principal de la telenovela 100 días para enamorarnos. El mismo año, actuó en la serie Control Z, producida por Netflix.

## Filmografía

### Cine
| Año  | Título            | Papel        |
| ---- | ----------------- | ------------ |
| 2023 | Señora Influencer | Sofía «Sofi» |

### Televisión
| Año       | Título                                | Papel                                                               | Notas                                                                                            |
| --------- | ------------------------------------- | ------------------------------------------------------------------- | ------------------------------------------------------------------------------------------------ |
| 2012      | Amor bravío                           | Ana Albarrán                                                        |                                                                                                  |
| 2017      | Como dice el dicho                    | Elsa / Gabriela                                                     | Episodio: «La verdad no peca, pero incomoda» Episodio: «Bien reza quien en servir a Dios piensa» |
| 2017–2018 | Muy padres                            | Tania Pérez-Valdés Rivapalacio                                      |                                                                                                  |
| 2018–2019 | Like                                  | María Asunción "Machu" Salas Oliver                                 |                                                                                                  |
| 2018      | Sin miedo a la verdad                 | Mony                                                                | Episodio: «Tratantes de personas»                                                                |
| 2019      | Los elegidos                          | Sandra García-García                                                |                                                                                                  |
| 2019      | Decisiones: unos ganan, otros pierden | Verónica Sánchez                                                    | Episodio: «La venganza»                                                                          |
| 2020–2021 | 100 días para enamorarnos             | Alejandra / Alejandro Rivera «Álex»                                 |                                                                                                  |
| 2020–2022 | Control Z                             | Natalia Alexander                                                   | [ 6 ]                                                                                            |
| 2022–2023 | Mi secreto                            | Valeria Bernal / Valeria Lascuráin Estrada / Natalia Ugarte Moncada |                                                                                                  |
| 2022      | Detective Belascoarán                 | Virginia                                                            | Episodio: «Cosa fácil»                                                                           |
| 2022      | Mujeres asesinas                      | Silvia Acevedo Martínez                                             | Episodio: «Las golondrinas»                                                                      |
| 2022      | La rebelión                           | Mónica (joven)                                                      |                                                                                                  |
| 2024      | Accidente                             | Lucía                                                               |                                                                                                  |
| 2025      | Chespirito: Sin querer queriendo      | Graciela Fernández (Joven)                                          | Elenco principal, miniserie de TV Max                                                            |

## Premios y nominaciones
| Año  | Premio                                 | Categoría                           | Trabajo nominado  | Resultado |
| ---- | -------------------------------------- | ----------------------------------- | ----------------- | --------- |
| 2019 | Premios TVyNovelas                     | Mejor actriz juvenil                | Like              | Nominada  |
| 2020 | Kids Choice Awards México              | Actriz Favorita                     | Ella misma        | Nominada  |
| 2020 | Premios TVyNovelas                     | Mejor actriz en una serie dramática | Los Elegidos      | Nominada  |
| 2021 | Kids Choice Awards México              | Actriz Favorita                     | Ella misma        | Ganadora  |
| 2021 | Socialiteen Awards                     | Actriz Juvenil del 2021             | Ella misma        | Nominada  |
| 2022 | Kids Choice Awards México              | Actriz Favorita                     | Ella misma        | Ganadora  |
| 2024 | Diosas de Plata                        | Revelación Femenina                 | Señora Influencer | Ganadora  |
| 2024 | Nickelodeon Kids' Choice Awards México | Actriz favorita                     | Ella misma        | Ganadora  |